# Индивидуализм
Индивидуали́зм (фр. individualisme, от лат. individuum — неделимое) — моральное, политическое и социальное мировоззрение (философия, идеология), которое подчёркивает индивидуальную свободу, первостепенное значение личности, личную независимость в рамках конституционного правопорядка. Индивидуализм противопоставляет себя идее и практике подавления личности обществом или государством. 
Индивидуализм есть противоположность коллективизма.

## Политический индивидуализм
В политической философии индивидуалистические теории выступают за сокращение политической роли государства, утверждая, что оно должно выполнять ограниченный набор функций, необходимых для поддержания общественного порядка.

### Индивидуализм и анархизм[2]
Анархисты, например Макс Штирнер, Бенджамен Таккер, а также анархо-капиталист Мюррей Ротбард, выступают против монополии государства на правоохранные функции, утверждая, что предоставление любых услуг частными лицами более эффективно и морально.
Видный исследователь индивидуализма Фридрих Хайек указывал на принципиальное отличие индивидуализма от анархизма. Это отличие, по Хайеку, заключается в отношении к государству:

Истинный индивидуализм — это, безусловно, не анархизм. […] Он не отрицает необходимости принудительной власти, но желает ограничить её теми сферами, где она нужна для предотвращения насилия со стороны других, и для того, чтобы свести общую сумму насилия к минимуму.